# Sera (roman)
Sera (1962) (titlu original Hothouse) este un roman fantastic/științifico-fantastic scris de Brian Aldiss. Este format din cinci nuvele care au fost serializate pentru prima dată în The Magazine of Fantasy & Science Fiction în 1961. În Statele Unite a fost publicată o versiune prescurtată sub titlul The Long Afternoon of Earth. Versiunea completă a apărut abia în 1976 (titlul ediției paperback americane a fost The Sun is Dying). Cele cinci nuvele care formează romanul au fost premiate colectiv în 1962 cu premiul Hugo pentru cea mai bună povestire.

## Titlul
În roman, Pământul - cu o singură față întoarsă mereu către Soare (care e mai mare și mai fierbinte ca acum) - a devenit o adevărată seră în care plantele au umplut aproape toate nișele ecologice. Conform spuselor agentului lui Aldiss, editorul american a insistat să se schimbe numele cărții pentru ca aceasta să nu fie așezată în librării în standul de horticultură.

## Cadrul acțiunii
În viitorul îndepărtat, Pământul și-a încetat mișcarea de rotație în jurul Soarelui, fiind legat de Luna care s-a îndepărtat de el printr-o rețea de plante gigantice. Soarele e mai puternic și plantele sunt angajate într-o nebunie a creșterii, comportându-se asemeni pădurilor tropicale. Ele au ocupat toate nișele ecologice de pe pământ și din aer, doar descendenții a patru specii de insecte reușind să supraviețuiască: dragonii zburători (evoluați din viespi), un soi de albine, un soi de furnici și un soi de termite. Alături de ele, urmașii omenirii au ajuns la o cincime din actuala înălțime, toate celelalte animale fiind exterminate. Chiar și oamenii se află în pragul dispariției în pădurea de baniani care acoperă partea luminată a Pământului.

## Intriga
Lily-yo, conducătoarea unui mic trib matriarhal de oameni, hotărăște că adulții și copiii grupului ar trebui să se separe. Adulții sunt prea bătrâni, așa încât vor urca în straturile superioare ale copacului de unde, cu ajutorul unei traversatoare (o frunză zburătoare de mai mulți kilometri, similară unui păianjen), vor porni pe ultimul drum, spre Lună (a cărei atmosferă a devenit respirabilă).
Ajunși acolo, ei descoperă că radiațiile cosmice i-au transformat în oameni-zburători. Întâlnind alte ființe asemenea lor, pun la cale un plan prin care să revină pe Pământ pentru a răpi copii umani, ajutând la creșterea populației de oameni-zburători.
În călătoria lor o întâlnesc pe Yattmur din tribul "păstorilor", care trăiește în peșteri în paturi de lavă împietrită. La "Malul de la Gura Neagră", o creatură necunoscută având abilitățile unei sirene aproape îi duce la moarte. După ce scapă, îi întâlnesc pe oamenii-burtică, dintre care îi eliberează pe unii tăindu-le cordonul ombilical care îi lega de un copac parazit. Cu toții se îmbarcă pe o barcă aparținând oamenilor-burtică, dar Poyly este ucisă în timpul evadării.
Scăpată de sub cotrol, barca plutește în aval către mare. După o serie de aventuri, echipajul ajunge pe un aisberg, cu barca distrusă, care se va lipi de o insuliță. Grupul pleacă folosindu-se de o plantă care se mișcă cu ajutorul semințelor ei umblătoare auto-propulsate, care se îndreaptă instinctiv spre pământ.
Ajunși la granița dintre emisfera luminată și cea întunecată, ei își dau seama, cu groază, că sunt târâți dincolo de ea. După o lungă călătorie, sămânța se oprește în apropierea vârfului unui munte care este suficient de înalt pentru a mai fi luminat de soare. Acolo, Yattmur dă naștere copilului lui Gren și grupul întâlnește "penele-de-piele".
În continuare, dau peste Sodal Ye și cele trei ajutoare ale sale. Gren, care este tot mai puternic controlat de morelă, vrea ca și propriul său copil să o găzduiască. În schimbul mâncării, Sodal Ye găsește o metodă de a îndepărta morela de pe capul lui Gren, prinzând-o într-o tigvă.
Cu toții se hotărăsc să îl însoțească pe Sodal Ye în călătoria de întoarcere la Golful Abundenței, care este aproape de granița dintre cele două emisfere. Pe drum, creatura le explică că lumea se apropie de sfârșit și că acea coloană ciudată și verde pe care încep să o zărească îndreptându-se spre spațiu este viața însăși, călătorind către o nouă stea.
Urmați de penele-de-piele și de alții, ei observă că o traversatoare a aterizat și le blochează drumul. Morela reușește să preia controlul lui Sodal Ye și, când ajung la gigantica omidă, Green și Lily-yo se întâlnesc din nou. În afară de Gren, Yattmur și copilul lor, care decid să se întoarcă în pădurea familiară, ceilalți se îmbarcă pe traversatoare, care își ia zborul spre stele, după ce a fost acaparată de morelă.

## Personaje
- Gren : tânăr bărbat din trib; ulterior, va găzdui o morelă.
- Lily-yo : conducătoarea tribului lui Gren.
- Band Appa Bondi : om zburător, răpit de pe Pământ când era copil.
- Poyly : prietena lui Gren, membră a tribului.
- Morela : ciupercă gânditoare; formează o relație simbiotică cu alte forme de viață.
- Yattmur : prietena lui Gren din tribul păstorilor.
- Laren : fiul lui Gren și Yattmur.
- Oamenii-zburători : sub-specie umană; poate plana și zbura.
- Oamenii-burtică : oameni care au devenit simbioții unor copaci.
- Penele-de-piele : locuitori ai părții întunecate, descendenți din babuini.
- Sodal Ye : profetul din munții părții întunecate, descendent al delfinilor.

## Semnificație literară și critici
Cartea apare în lista celor mai bune 100 de romane science fiction de după 1945 (din cartea Science Fiction: The 100 Best Novels de David Pringle).
Autorul și criticul James Blish a catalogat povestea ca "nonsens absolut" și l-a tras la răspundere pe Aldiss pentru ignorarea regulilor de bază ale fizicii. Editorul revistei ceruse sfaturi științifice asupra unui aspect al cărții. I s-a spus că dinamica orbitală implicată presupunea un nonsens, dar imaginea Pământului și  a Lunii stând laolaltă pe orbită, legate de o rețea de plante pe care circulă omizi gigantice era atât de provocatoare, încât a decis să o publice oricum.
În 2009, IDW Publishing a republicat romanul cu o introducere de Clifford Meth.

## Nuvelele
- Inițial au fost 5 nuvele, care au apărut în 1961 în 5 numere ale revistei The Magazine of Fantasy & Science Fiction. [3]

| Nuvela      | Data publicării | Revista nr. |
| ----------- | --------------- | ----------- |
| Hothouse    | februarie 1961  | 117         |
| Nomansland  | aprilie 1961    | 119         |
| Undergrowth | iulie 1961      | 122         |
| Timberline  | septembrie 1961 | 124         |
| Evergreen   | decembrie 1961  | 127         |

## Diverse
- Gamma World, un joc pe calculator RPG lansat de TSR în 1978, a fost inspirat parțial de roman, așa cum e mențonat în prologul manualului primei ediții a jocului.
- Ulterior, povestea a fost adaptată aproximativ într-o bandă desenată în patru părți intitulată "Hom" de Carlos Giménez în antologia Echo of Futurepast de la Continuity Comics.